# FINEX (proceso siderúrgico)

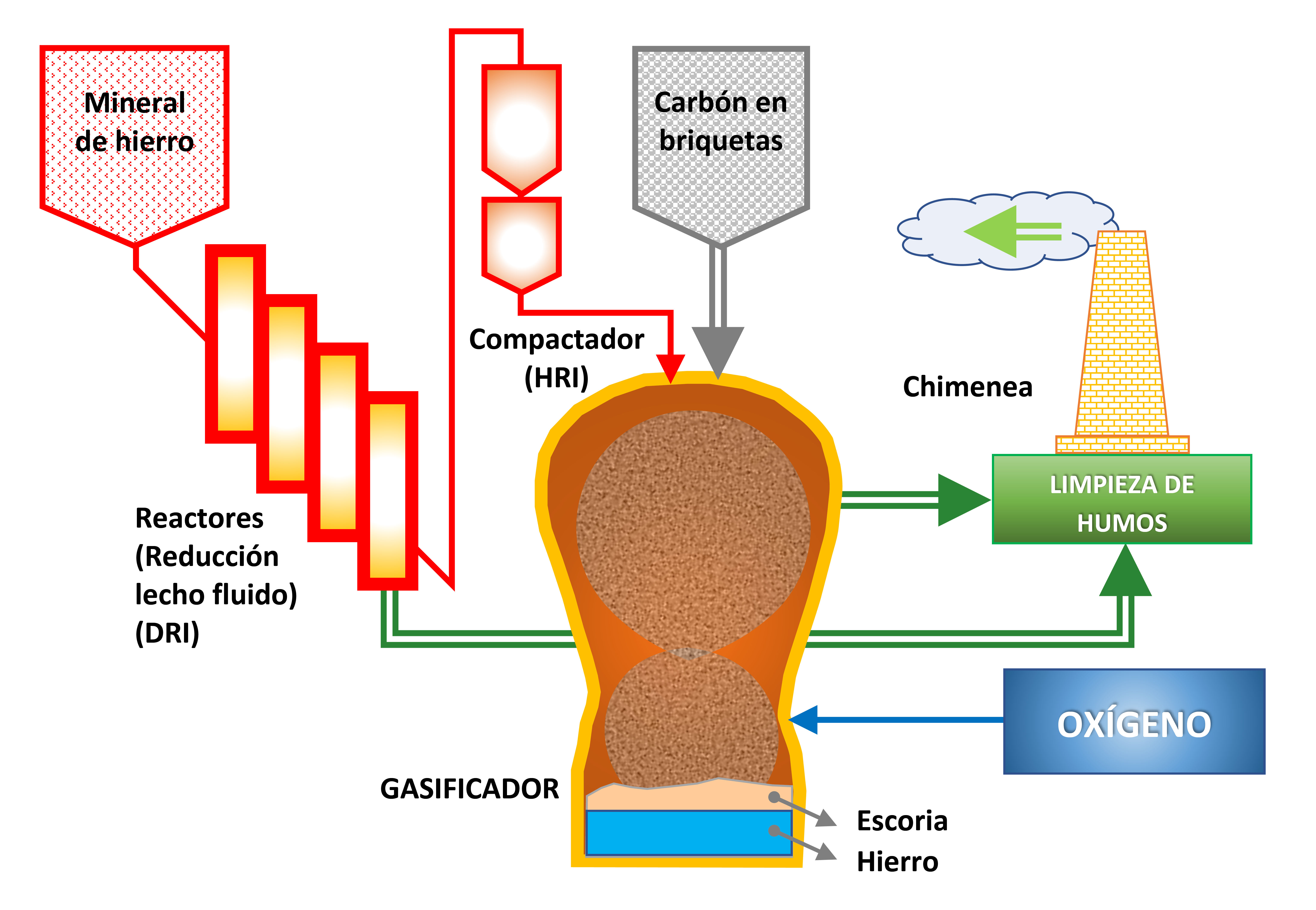
Esquema del funcionamiento del proceso siderúrgico "Finex"

El proceso siderúrgico Finex es un desarrollo posterior del procedimiento Corex-SR (incluyendo la reducción del mineral de hierro). No requiere la preparación en plantas de mineral agregado ni sinterizado necesario en el proceso clásico de alto horno. En su lugar, la mena primero se deseca y luego pasa a un reactor de lecho fluidizado de etapas múltiples, donde se reduce a hierro de reducción directa (Direct Reduced Iron: DRI) utilizando gas reductor. El DRI se compacta a continuación para convertirlo en hierro compactado en caliente (Hot Compacted Iron: HRI) y por último se transforma utilizando un gasificador de fusión, donde se convierte en arrabio.
La energía térmica requerida para las reacciones de fundición y metalúrgicas es generada por la gasificación del carbón con oxígeno; el gas reductor resultante se utiliza en el lecho fluidizado para reducir el mineral. Al final del proceso, el arrabio y la escoria se separan como en un alto horno convencional. Además, el proceso Finex produce gas de alto poder calorífico, que puede ser utilizado para generar energía eléctrica y como gas de calefacción. A través del uso directo de carbón y mineral fino, se ahorra la transformación del carbón en coque y el sinterizado del mineral triturado, que son dañinos para el medio ambiente.